# Rue Louis Isidore Lamey
Pour les articles homonymes, voir Lamey.
La rue Louis Isidore Lamey est un clos bruxellois de la commune d'Auderghem qui aboutit sur l'avenue Docteur Edmond Cordier.
Sa longueur est d'environ 50 mètres.

## Historique et description
Le nom de la rue vient du soldat Louis Isidore Lamey, né le 18 août 1919 à Schaerbeek, tué le 27 mai 1940 à Menen lors de la campagne des 18 jours, Seconde Guerre mondiale. Il était domicilié en la commune d'Auderghem.
La rue Lamey a été tracée dans les jardins de ce que l'on nommait jadis le château Valduc, la propriété de feu docteur Cordier, qui existe toujours.
Après la mort d'Edmond Cordier (1955), son domaine fut loti et des rues y furent tracées portant les noms suivants décidés par le conseil communal du 2 décembre 1960 :
- avenue Docteur Edmond Cordier ;
- rue Albert Krings ;
- rue Louis Isidore Lamey.

- Premier permis de bâtir délivré le 31 mai 1961 pour le n° 3.